# سيتا تغني البلوز
سيتا تُغنّي البلوز هو فيلم رسوم متحركة أُنتج في 2009 قامت بكتابته وإخراجه وإنتاجه رسامة الكوميكس الأمريكية نينا بالي. قامت بالي كذلك بعمل التحريك للفيلم بالكامل (ما عدا مشهد القتال في معركة لانكا تم تحريكه بواسطة فنان آخر).
يعرض الفيلم الأسطورة الهندية رامايانا بالتوازي مع السيرة الذاتية للمؤلفة وتصوير بالرسوم المتحركة لأغان قديمة غنتها مطربة الجاز الأمريكية أنيت هانشاو في العشرينات من القرن الماضي.

## مشاكل حقوق الملكية الفكرية
نظرا لاستخدام أغان قديمة لا تزال عليها بعض قيود النسخ وإعادة النشر، كانت نينا بالي مطالبة بدفع 220 ألف دولار أمريكي لأصحاب حقوق الملكية وبعد المفاوضات تمكنت من الاتفاق على دفع 50 ألف دولار قامت بدفعهم بعد الحصول على قرض.

## وصلات خارجية
- سيتا تغني البلوز على موقع Framasoft (الفرنسية)
- سيتا تغني البلوز على موقع IMDb (الإنجليزية)
- سيتا تغني البلوز على موقع ميتاكريتيك (الإنجليزية)
- سيتا تغني البلوز على موقع روتن توميتوز (الإنجليزية)
- سيتا تغني البلوز على موقع نتفليكس (الإنجليزية)
- سيتا تغني البلوز على موقع ألو سيني (الفرنسية)
- سيتا تغني البلوز على موقع Turner Classic Movies (الإنجليزية)
- سيتا تغني البلوز على موقع قاعدة بيانات الفيلم (الإنجليزية)
- سيتا تغني البلوز على موقع ليتربوكسد (الإنجليزية)
- سيتا تغني البلوز على موقع كينوبويسك (الروسية)
- الموقع الرسمي للفيلم